# St. Georg (Neuenbürg)

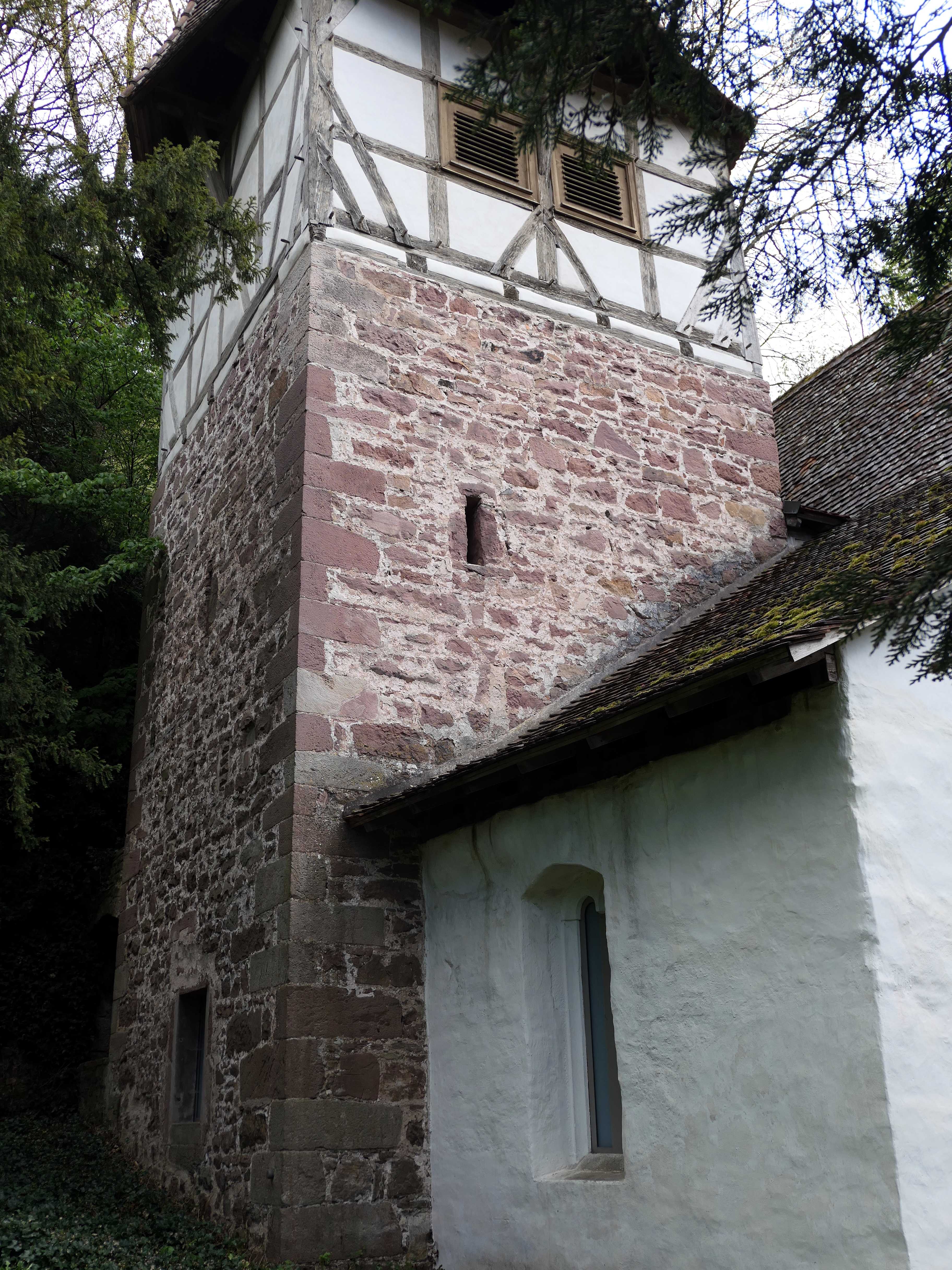
Neuenbürg St. Georg Turm aus Bruchsteinmauerwerk mit Eckquaderung romanische Basis

Die Kirche St. Georg in Neuenbürg im Enzkreis in Baden-Württemberg geht auf das 11. oder 12. Jahrhundert zurück und ist die älteste Kirche der Stadt. Sie liegt auf halber Höhe des Schlossbergs und wird daher auch als Schlosskirche bezeichnet. Nachdem im 14. Jahrhundert die Stadtkirche erbaut worden war, trat die Georgskirche in ihrer Bedeutung hinter diese zurück. Die Kirche enthält bedeutende Fresken des 14. und 15. Jahrhunderts.

## Geschichte
Die Ursprünge der Kirche liegen im Dunkeln. Der älteste Teil der Kirche ist der Kirchturm aus dem 11./12. Jahrhundert mit Fachwerkglockenstube (19. Jahrhundert), etwas jünger sind das Langhaus, der spätgotische Chor und die seitlich an der Nordseite angebaute Taufkapelle. Das Untergeschoss des Turms diente einst als Läutraum und ist heute Sakristei. Die Kirche war einst wehrhaft ausgebaut, wovon noch verschiedene Schießscharten im Turm zeugen. In der Kirche fanden zahlreiche Bestattungen statt, von denen heute an den Innen- und Außenwänden aufgestellte alte Grabplatten künden.
Erstmals urkundlich erwähnt wurde die Kirche 1290. Die Kirche wurde wohl gleichermaßen von den Bewohnern der Neuen Burg wie auch von den Bewohnern des einst um die Kirche befindlichen Burgweilers genutzt. Die Ausmalung der Kirche geht wohl auf die Grafen von Württemberg zurück, die die Kirche um 1320 erwarben. Die Weltgerichtsdarstellung über dem Triumphbogen datiert um 1460. Die Wehrkirche verlor ihre Bedeutung nach der Siedlungsverlagerung ins Tal und dem Bau der Stadtkirche im 14. Jahrhundert, diente aber nach dem Stadtbrand 1783 oder während Renovierungen der Stadtkirche immer wieder für die Hauptgottesdienste. Der wechselnden Nutzung folgend, änderte sich auch die Bezeichnung der Kirche immer wieder. Im 18. und 19. Jahrhundert wurde sie hauptsächlich Schlosskirche genannt.
1814 gab es Pläne, die Kirche zu einem Militärlazarett umzubauen, 1854 gab es Überlegungen, die Kirche zugunsten einer Vergrößerung des Friedhofs abzureißen. 1880 erhielt der Kirchturm seinen heutigen Aufbau. 1894 wurden erste Teile der Wandmalereien freigelegt. Von 1955 bis 1964 wurde die Kirche umfassend renoviert, wobei weitere Fresken aufgedeckt wurden. An der West- und Südwand sind ein Zyklus mit Szenen aus dem Leben Christi, ein Pfingstbild sowie Darstellungen von Marientod und Marienkrönung aus der Zeit um 1340/50. Über dem Triumphbogen zum Chor befindet sich eine Darstellung des Weltgerichts aus der Zeit um 1460.
Die Kirche wurde von 1995 bis 2005 nochmals umfassend renoviert und wird in jüngerer Zeit hauptsächlich zu kulturellen Zwecken genutzt.

## Galerie

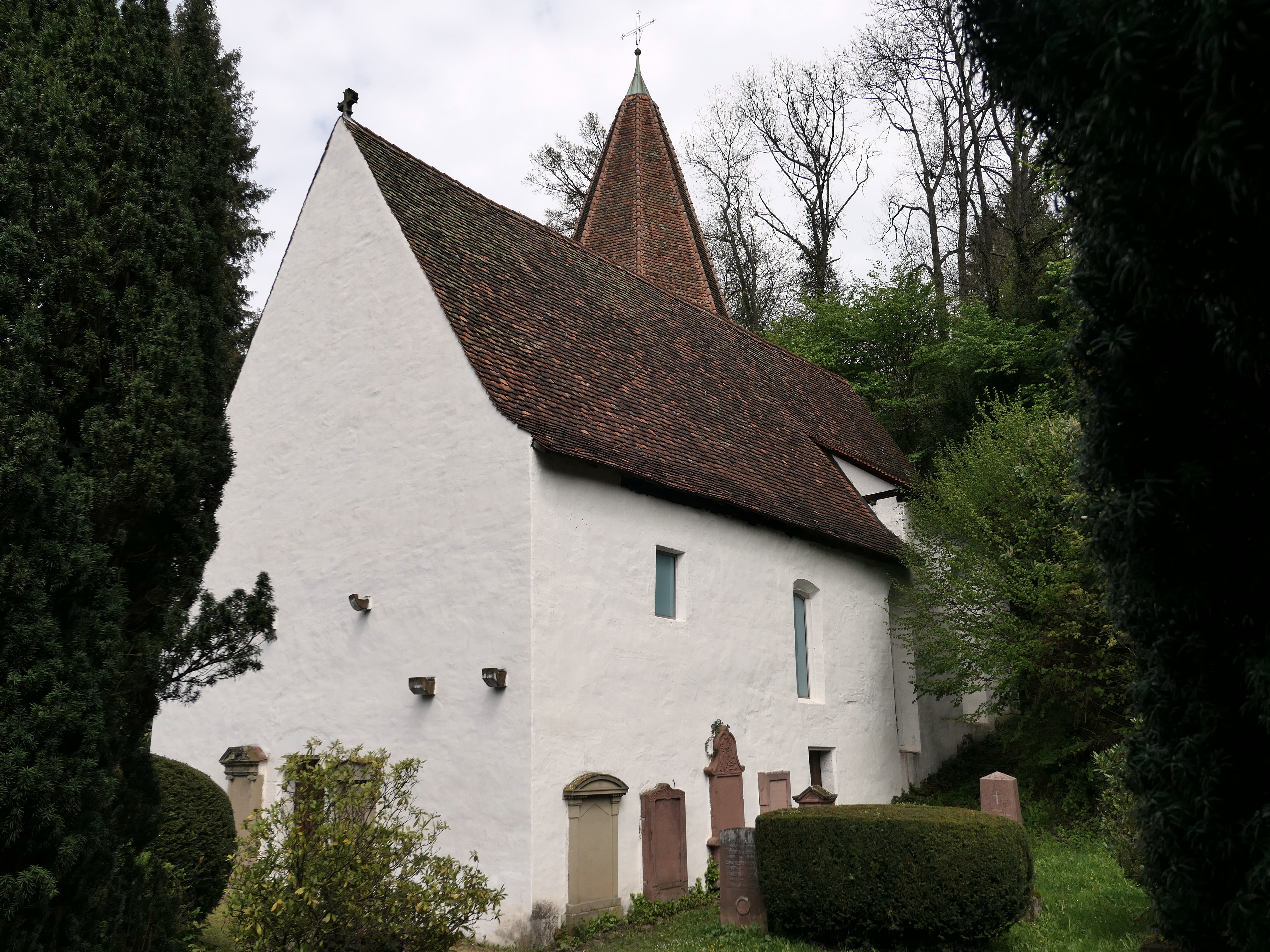
Neuenbürg St. Georg Süd
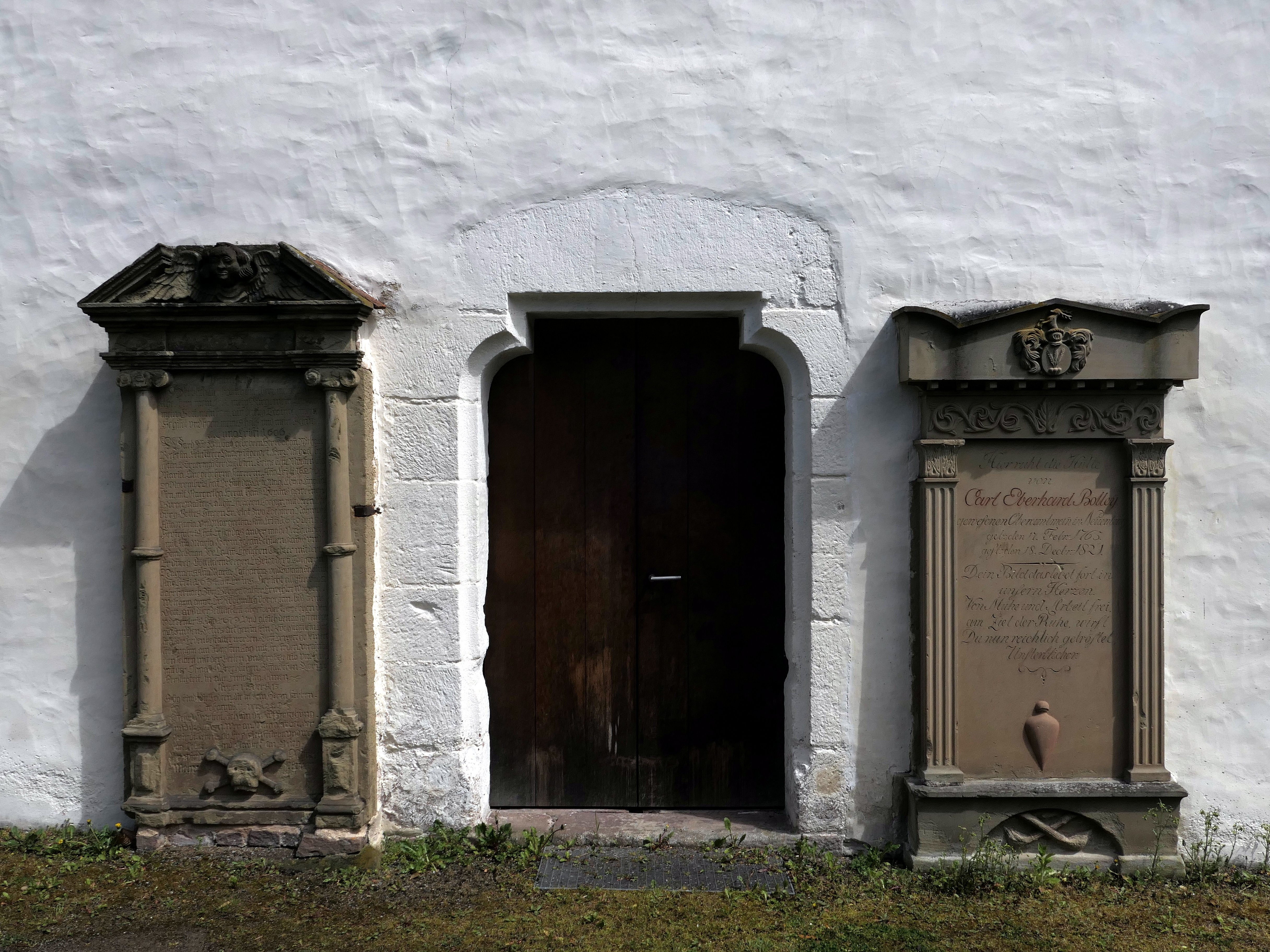
Neuenbürg St. Georg Portal
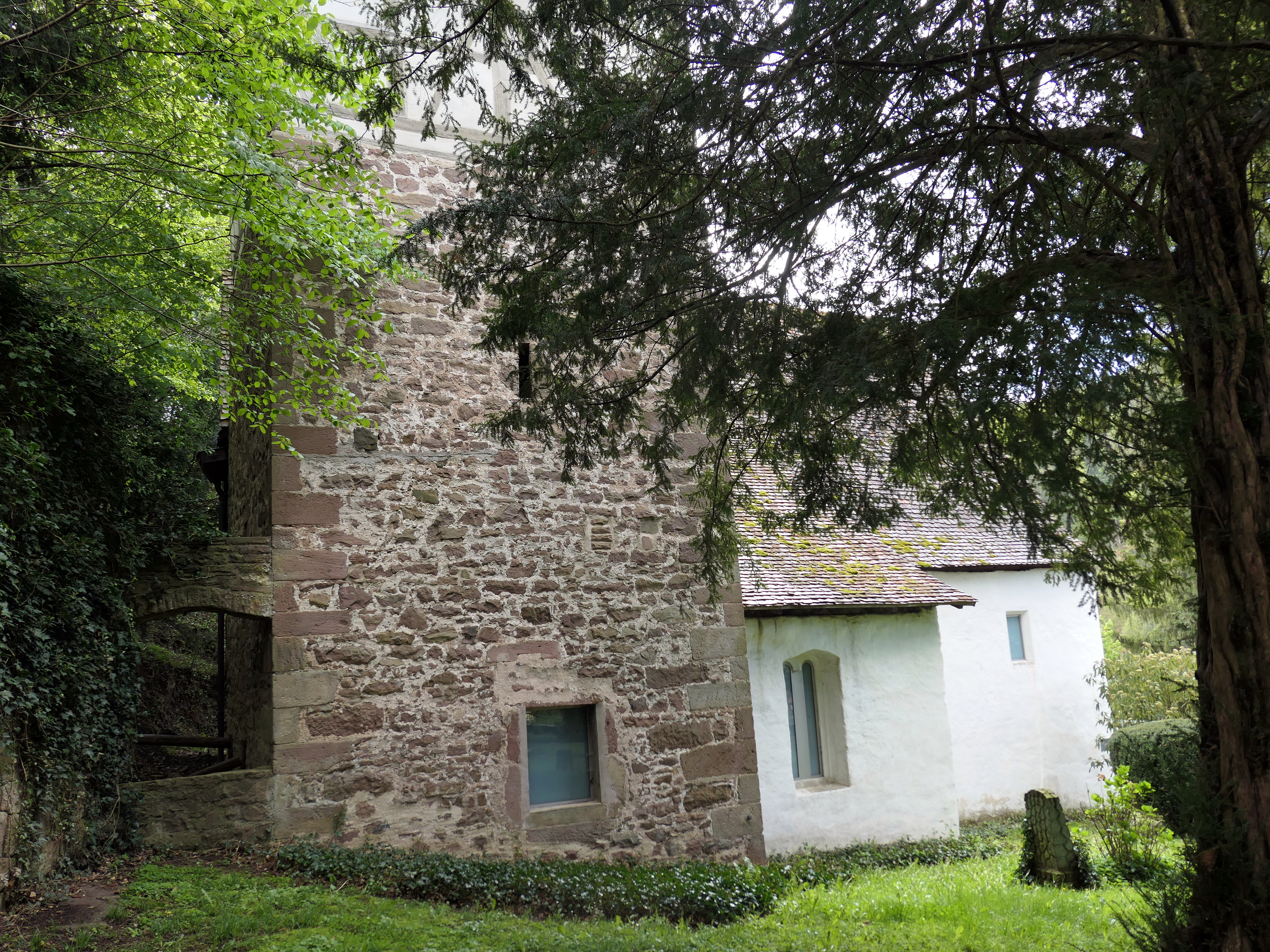
Neuenbürg St. Georg Turm Nordansicht
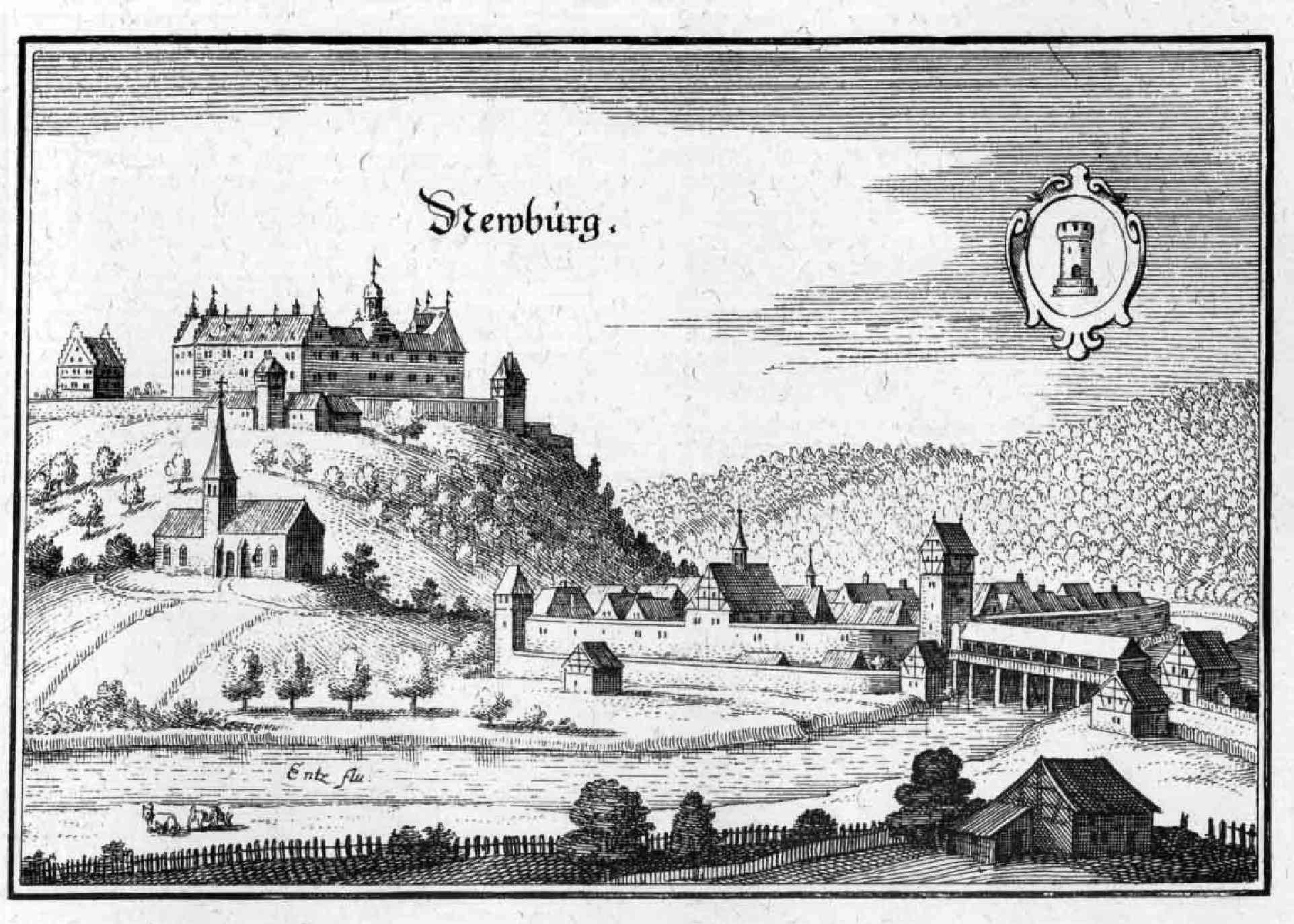
Newburg Stich von Merian 1643/1656
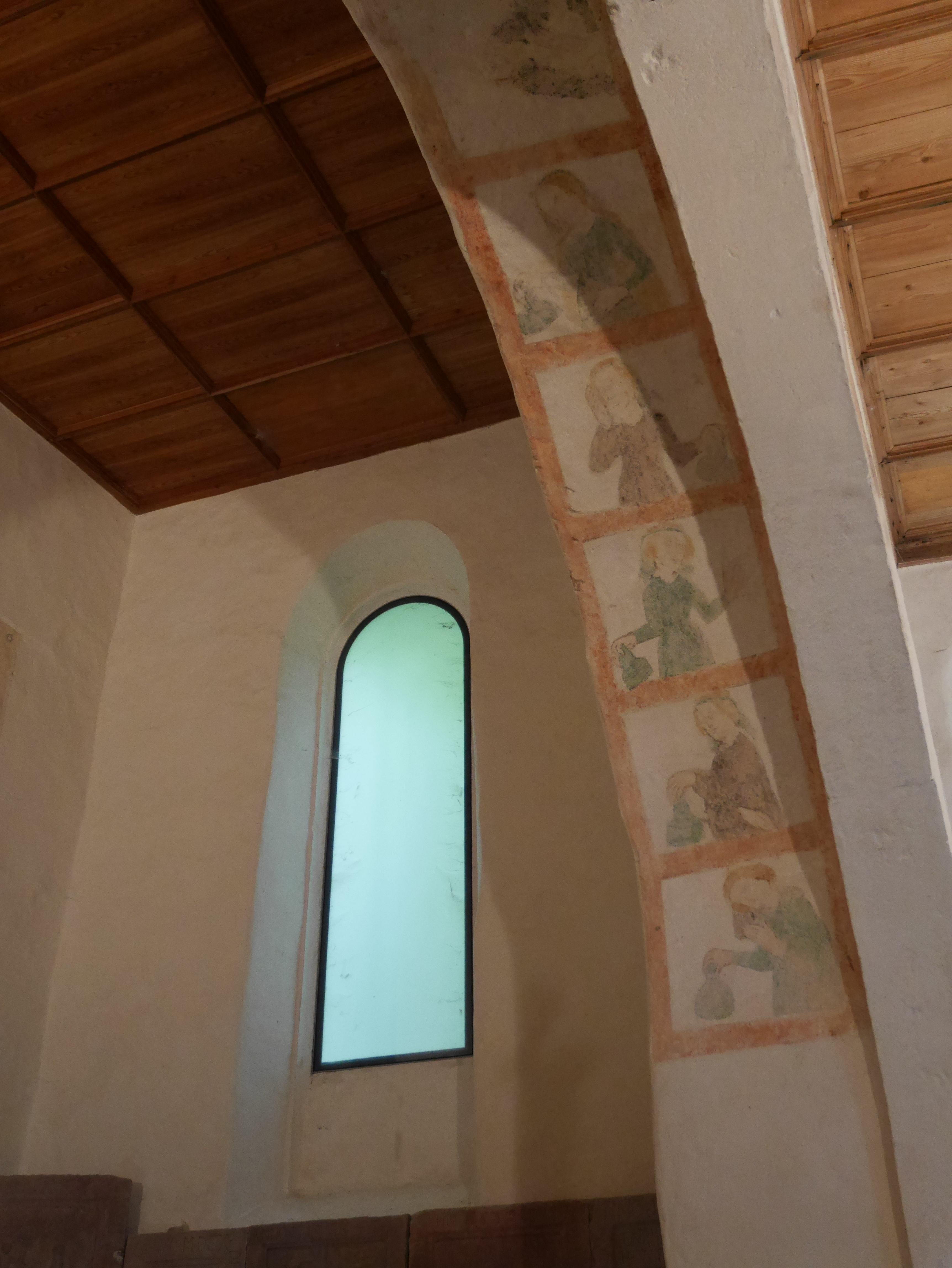
Freskenzyklus. Südseite der Chorbogenlaibung die fünf törichten Jungfrauen (um 1460)
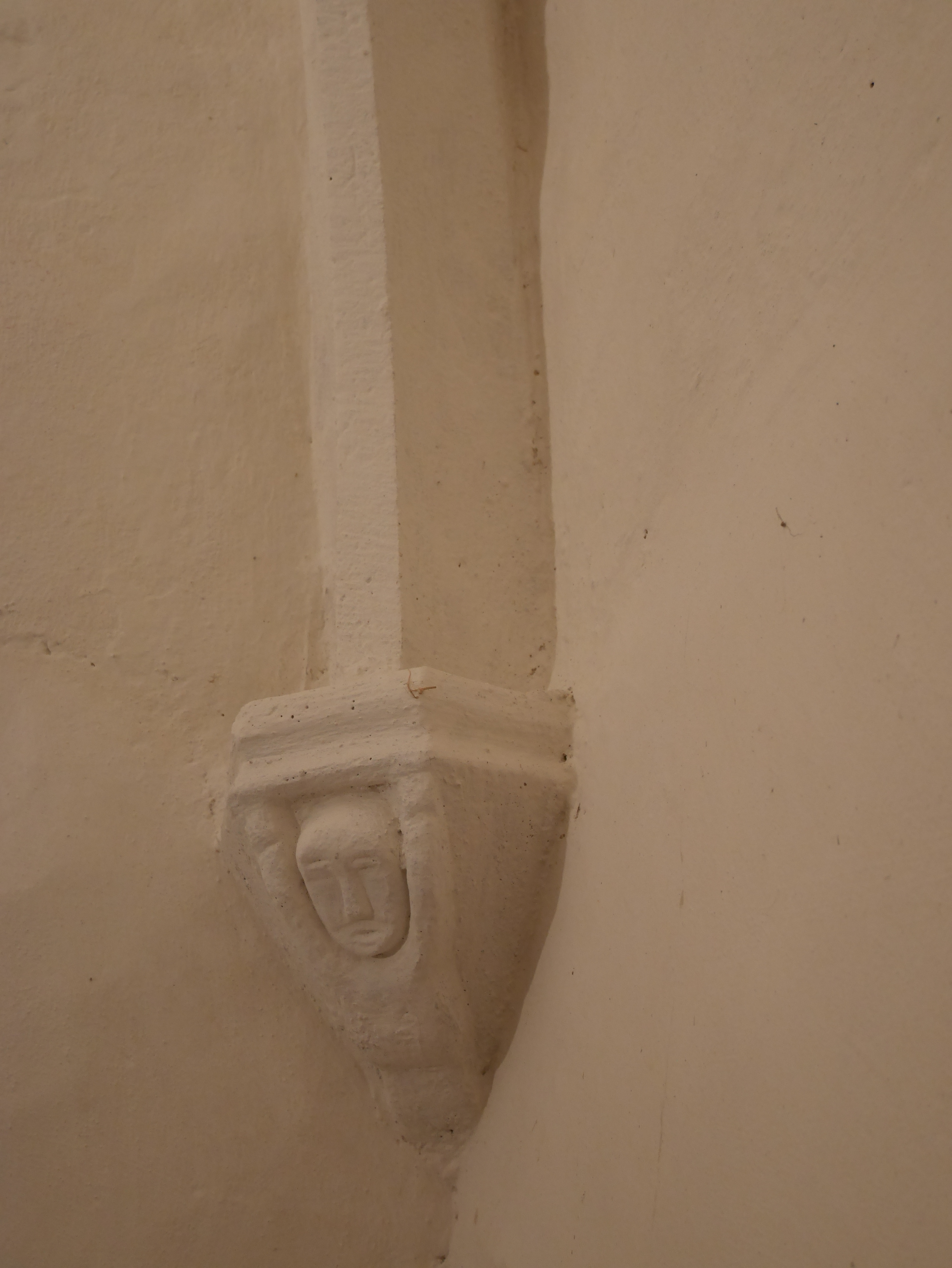
Kragstein Nordkapelle mit erwähltem, der die anbetenden Arme erhebt.
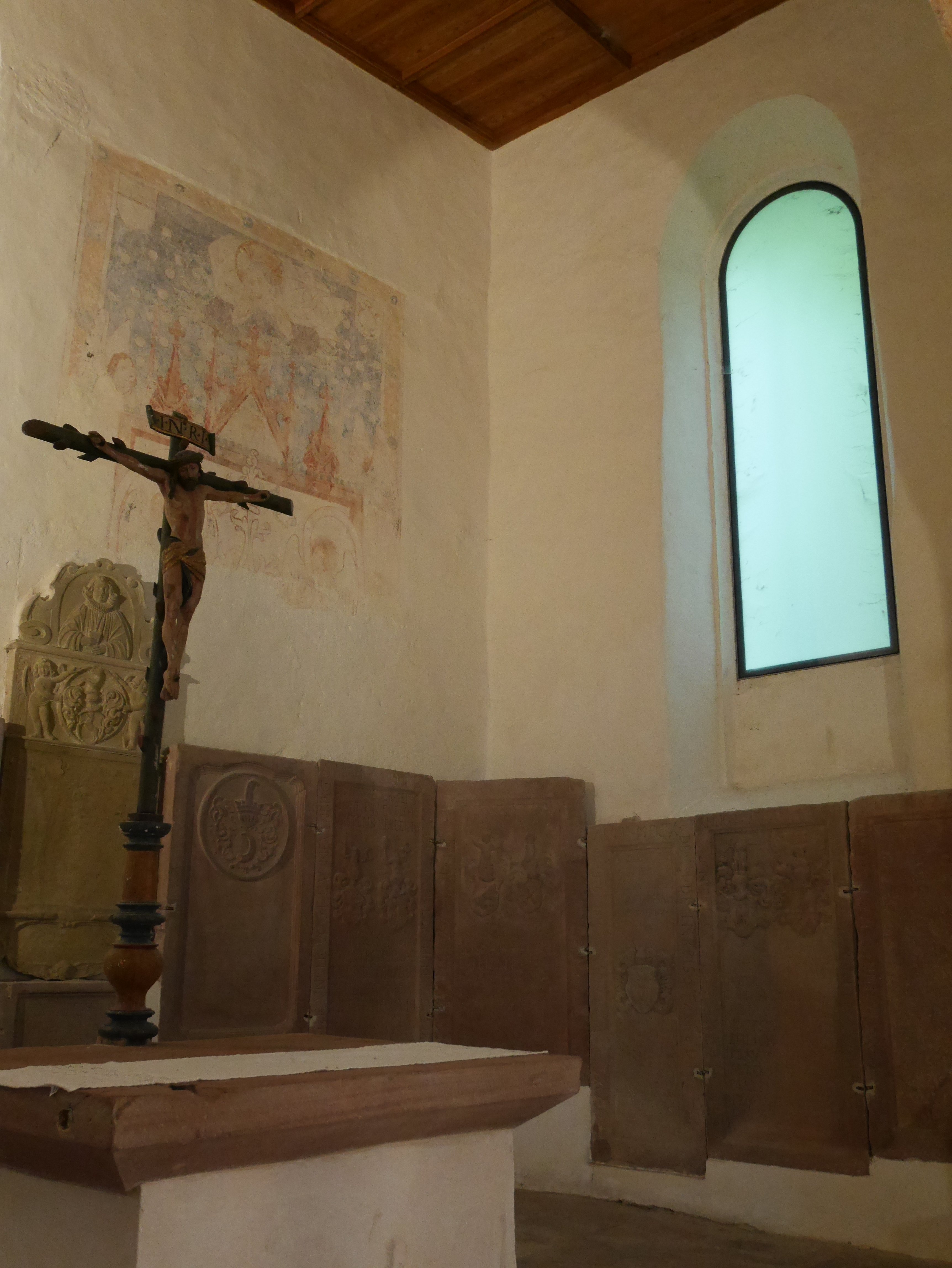
Kreuz
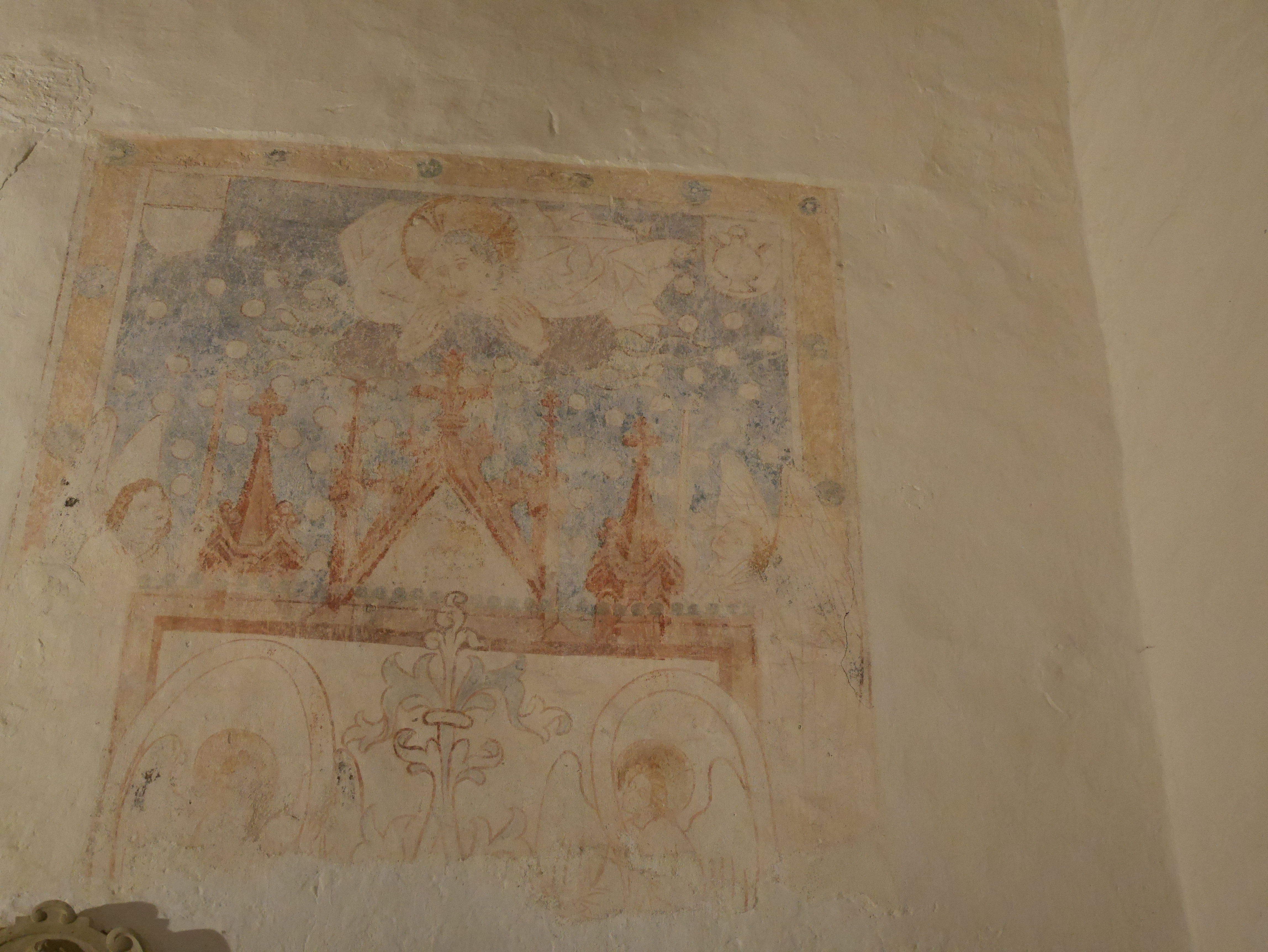
Ostfries
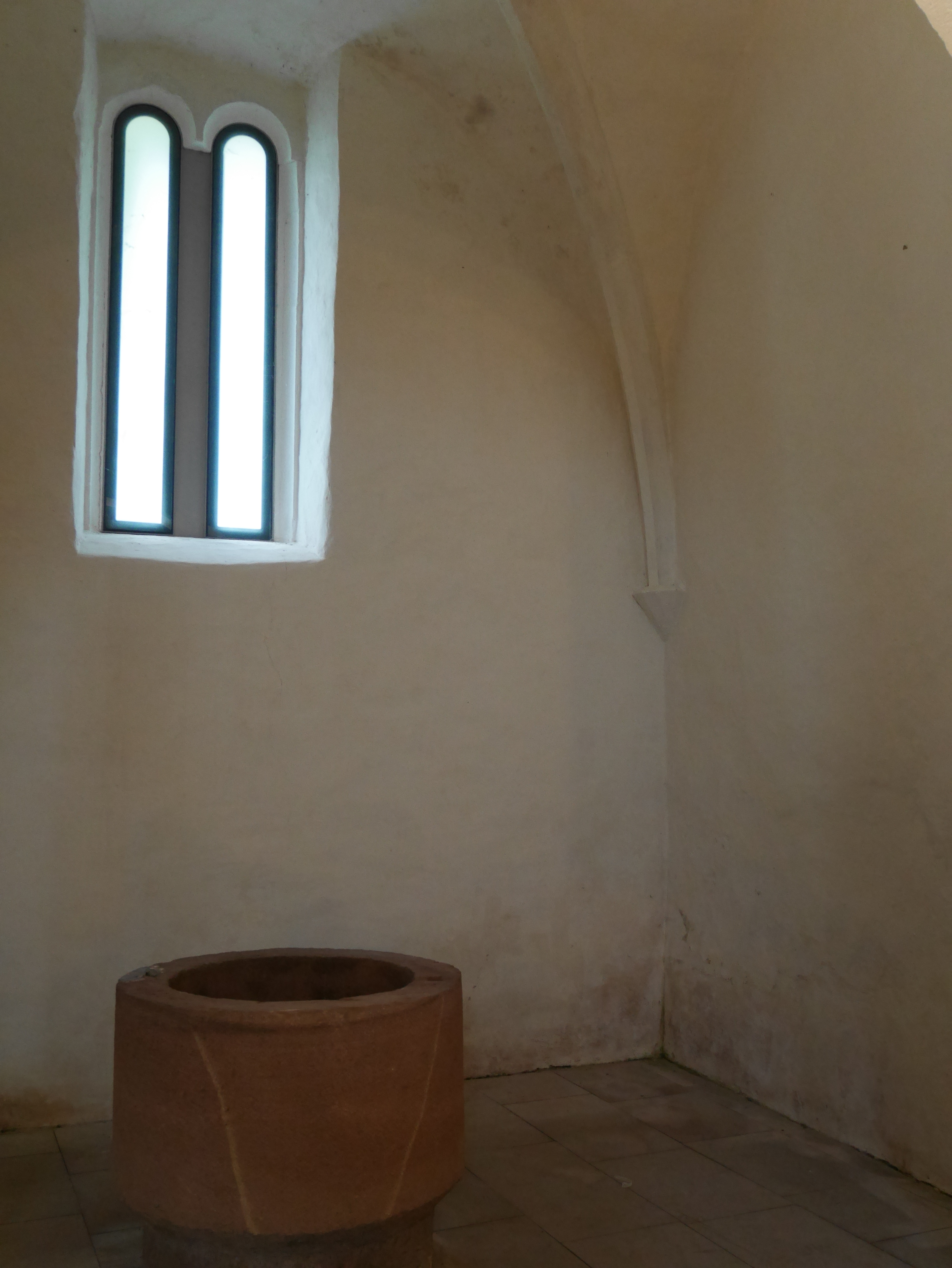
Taufbecken Nordkapelle
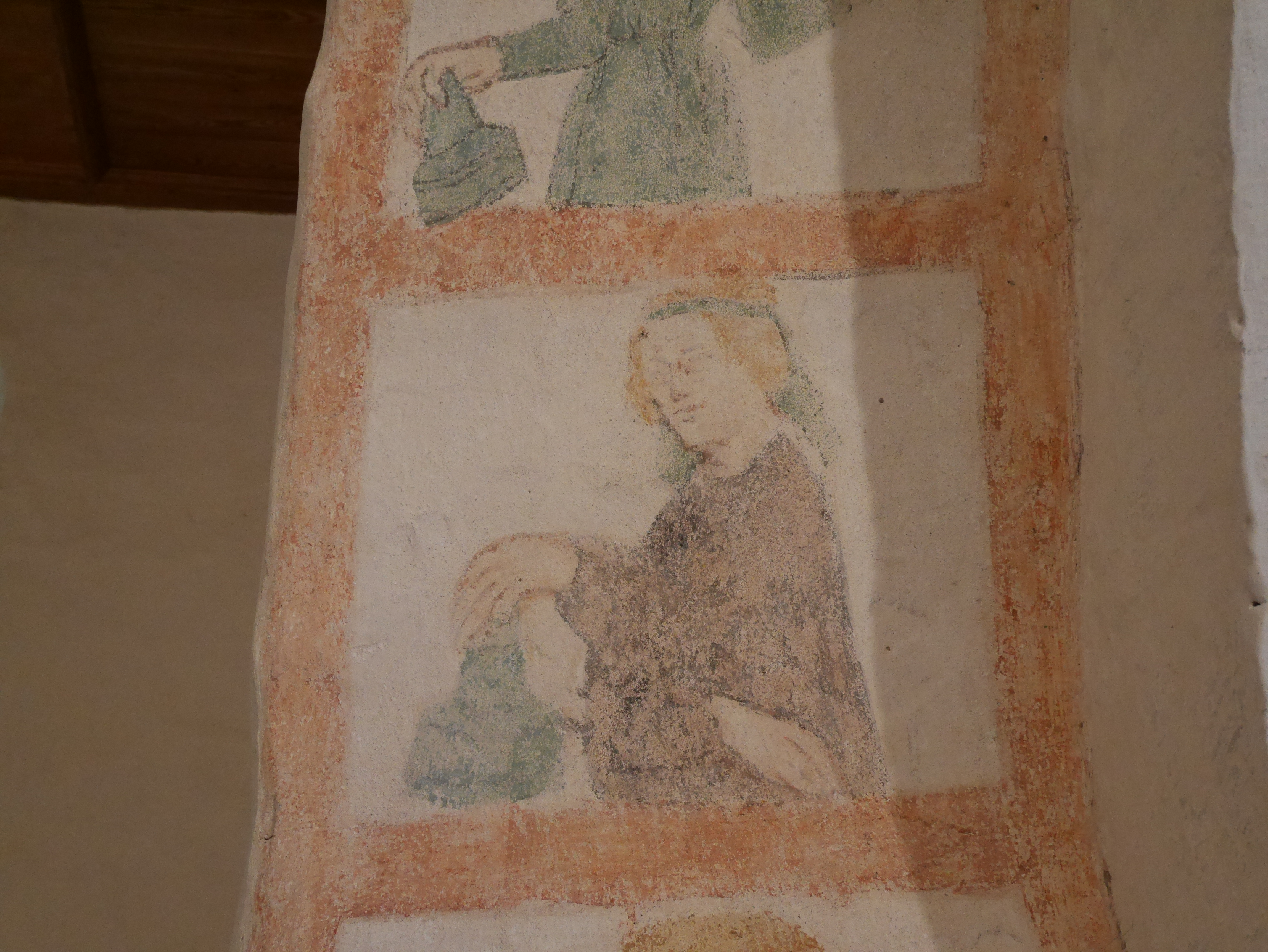
Törichte
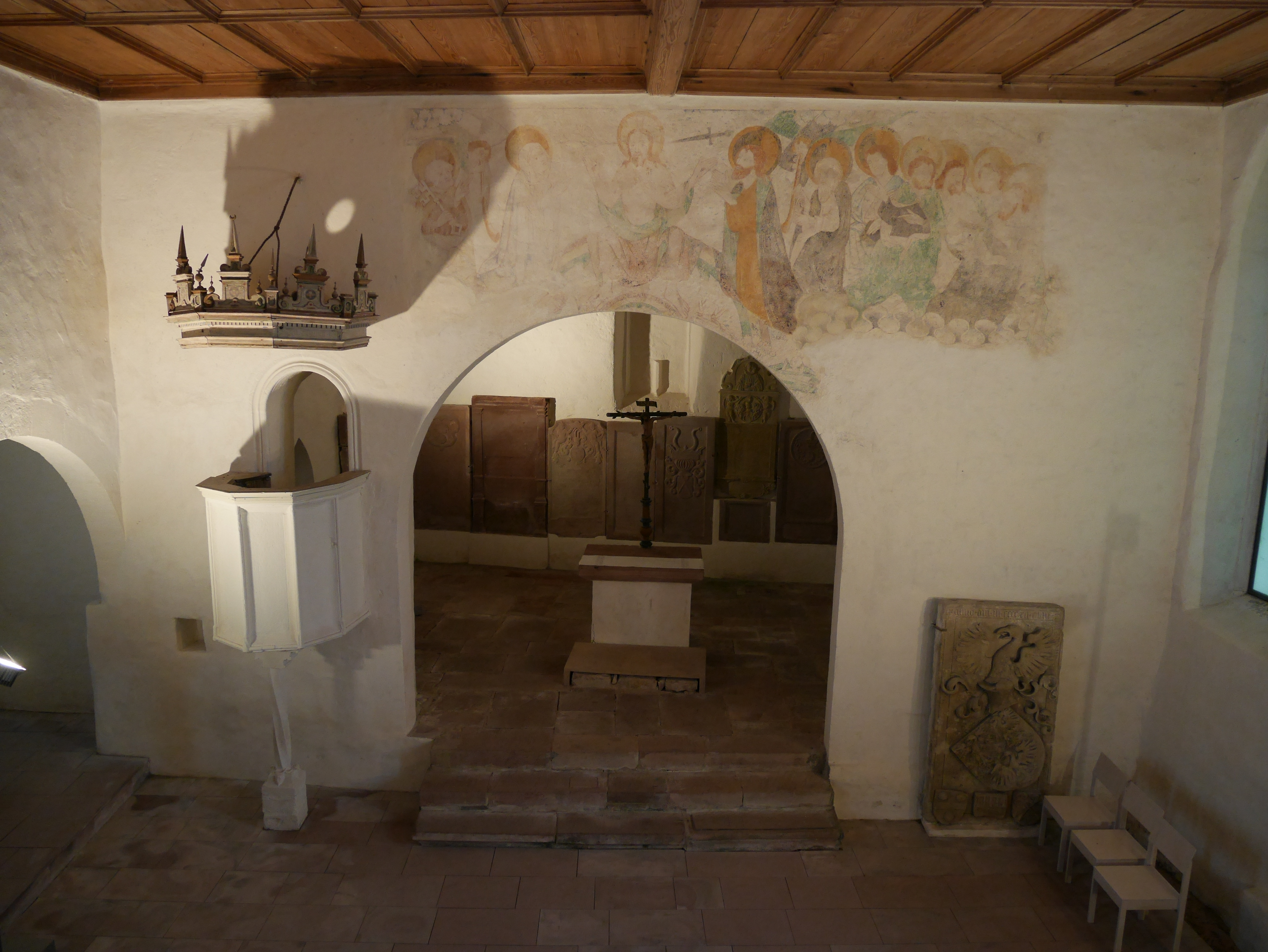
St. Georg (Neuenbürg) Weltgerichtsdarstellung über dem Triumphbogen um 1460
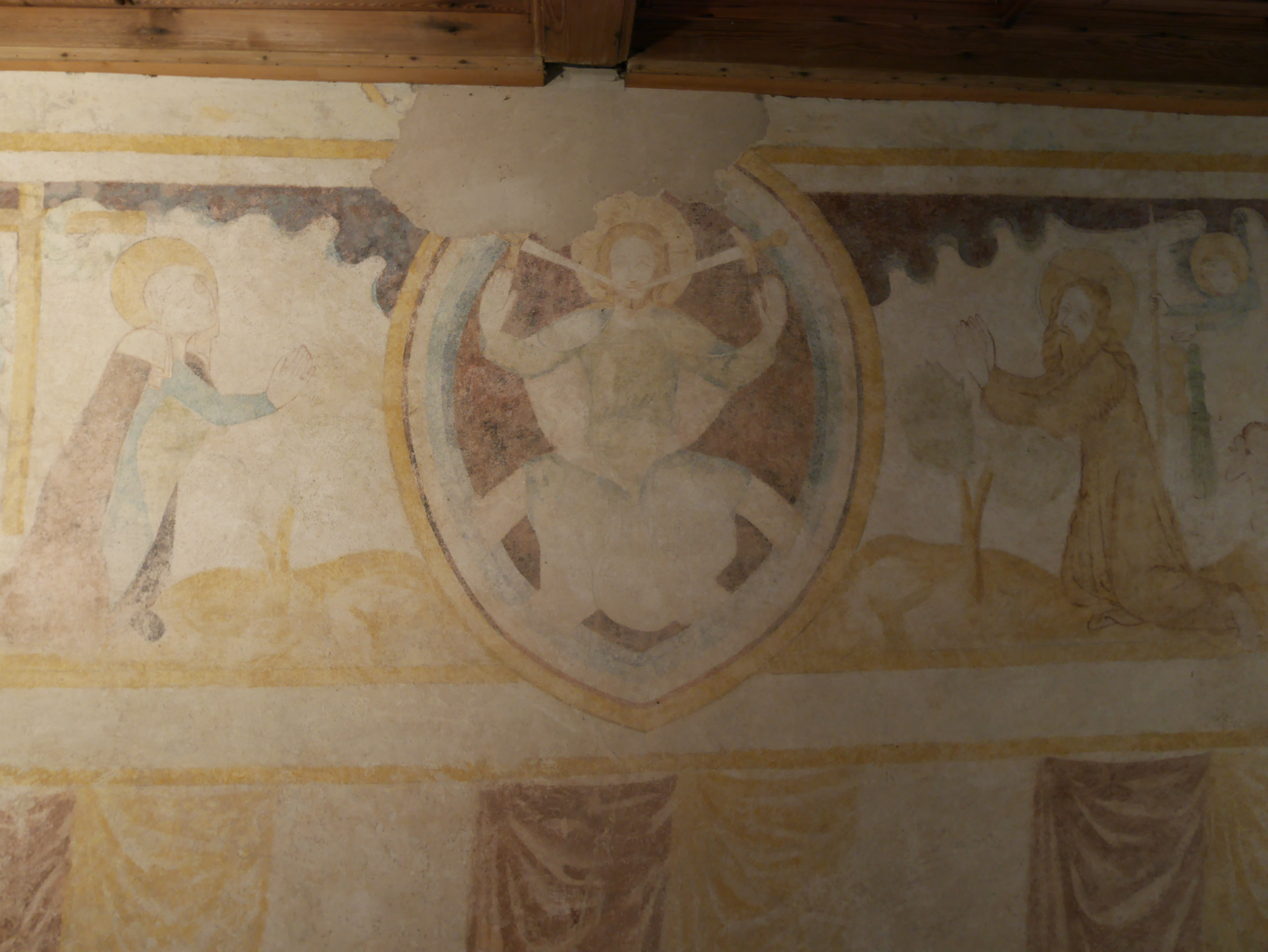
Westwand. Das Jüngste Gericht mit Christus in der Mandorla, auf dem Regenbogen sitzend, bei ihm stehen fürbittend Maria und Johannes der Täufer
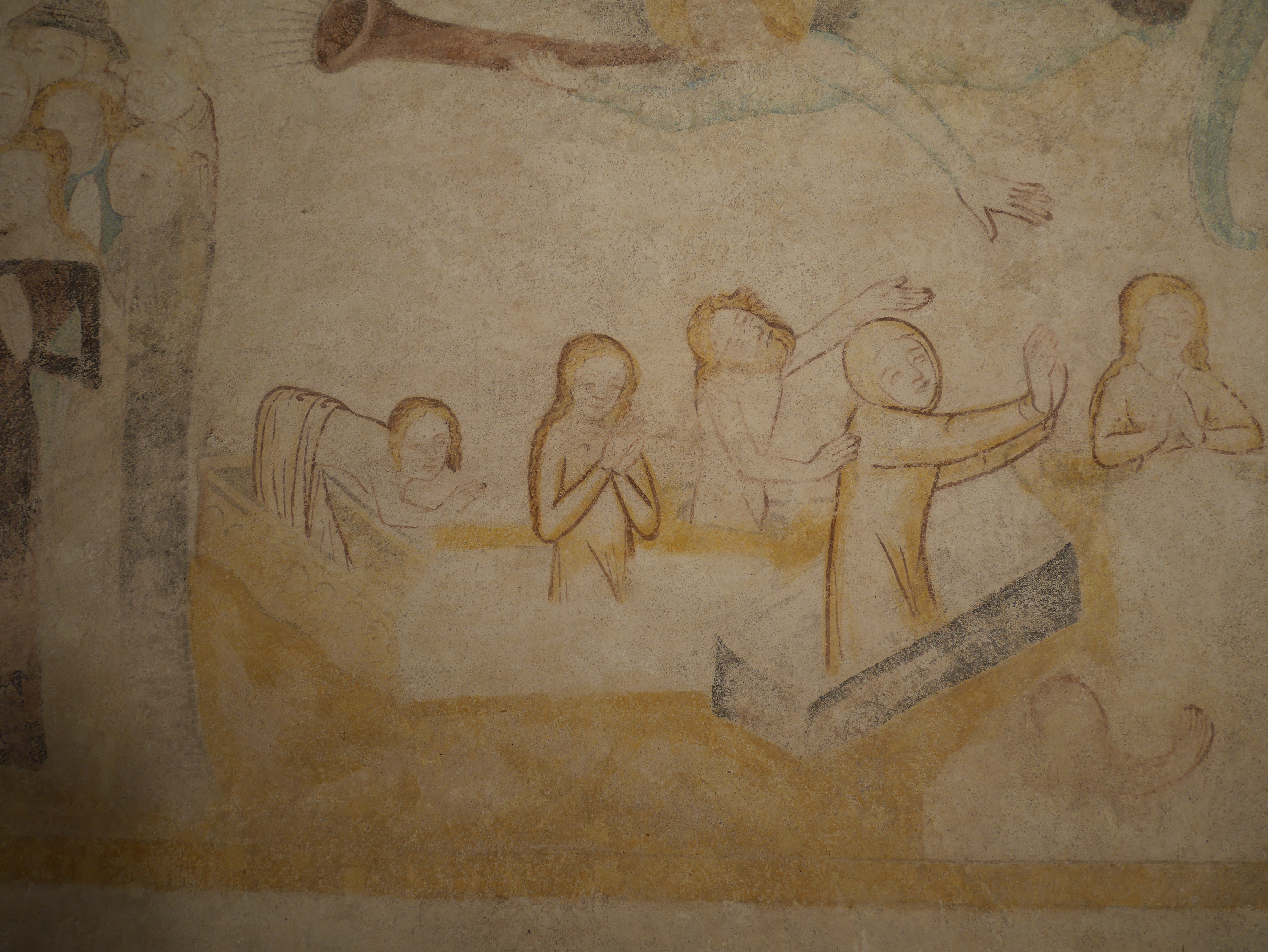
Westwand. Links die aus den Gräbern steigenden Auferweckten, darüber Posaunenengel
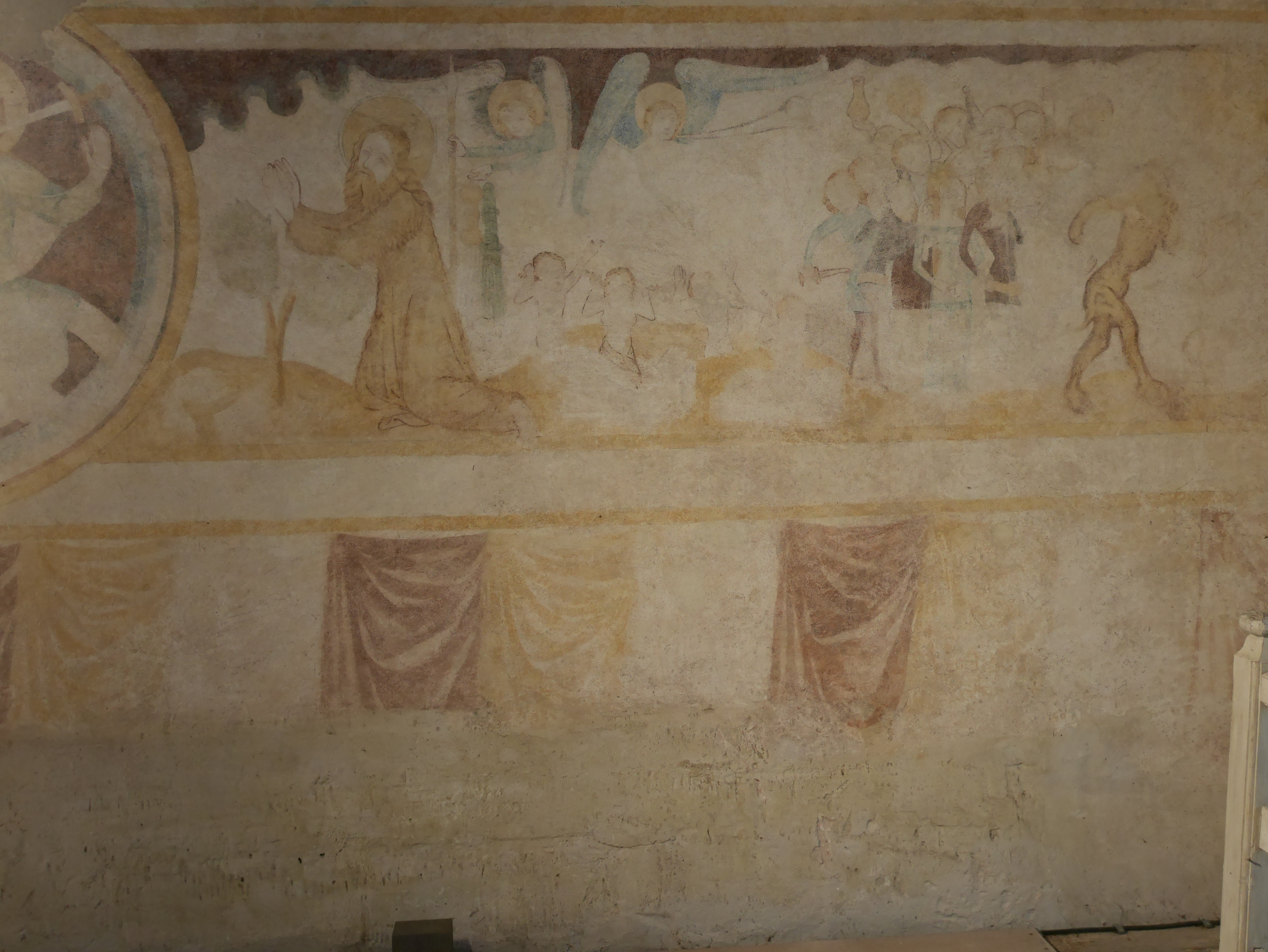
Westwand. Rechts werden die Verdammten zum Höllenrachen geschleppt. Im letzteren der erhängte Judas